# Begunje na Gorenjskem
Begunje na Gorenjskem je naselje u slovenskoj Općini Radovljici. Begunje na Gorenjskem se nalazi u pokrajini Gorenjskoj i statističkoj regiji Gorenjskoj. 

## Stanovništvo
Prema popisu stanovništva iz 2002. godine naselje je imalo 975 stanovnika.

## Poznate osobe
- Anton Bonaventura Jeglič, biskup